# Torkamān Kandī
Torkamān Kandī (persiska: تركمانكندی) är en ort i Iran.   Den ligger i provinsen Västazarbaijan, i den nordvästra delen av landet, 500 km väster om huvudstaden Teheran. Torkamān Kandī ligger 1 482 meter över havet och antalet invånare är 336.
Terrängen runt Torkamān Kandī är kuperad österut, men västerut är den platt. Terrängen runt Torkamān Kandī sluttar västerut. Runt Torkamān Kandī är det ganska tätbefolkat, med 134 invånare per kvadratkilometer. Närmaste större samhälle är Būkān, 7,6 km väster om Torkamān Kandī. Trakten runt Torkamān Kandī består i huvudsak av gräsmarker.